# Cao Fei
Dans ce nom, le nom de famille, Cao, précède le nom personnel.
Cao Fei (chinois : 曹斐 ; pinyin : cáo fěi), née en 1978, est une artiste plasticienne chinoise  utilisant des supports multimédia. 

## Biographie
Elle est née dans la ville de Canton, et est la fille d'un sculpteur officiel, auteur notamment de statues de Deng Xiaoping, mais déclare ne pas vouloir suivre ses pas. Alors qu'elle est encore étudiante, en 1999, elle réalise le film Imbalance 257, captant l'univers qu'elle partage avec ses amis, une culture urbaine, dominée par le divertissement, la télévision, la consommation,. Elle fait partie de la xinxin renlei (新新人类, xīnxīn rénlèi, « la génération néo-néo »), de l'après-Place Tian'anmen. En 2003, elle réalise et produit un documentaire expérimental, San yuan li (三元里) avec Ou Ning (en). Ce film examine les effets du développement de Canton sur le village de San Yuan Li. Il est présenté, sous l'impulsion de Hou Hanru, à la 50e biennale de Venise, et est qualifié par un critique de « beau travail de fauchés : celui d'Ou Ning et Cao Fei, du Guangzhou (Canton), dont les petits films en noir et blanc montrent simplement les gens et les ruelles d'un village en marge des lois urbaines. ».
Dans un autre film de 2003, Hip Hop, elle transforme des ouvriers et dirigeants d'entreprise en danseurs de hip-hop. En 2004,  son documentaire COSPlayers est consacré aux cosplayer, ces adolescents se déguisant en personnages de science-fiction, de manga ou de jeu vidéo, pour rejouer une vie fictionnelle. Le documentaire les suit, effectuant ce jeu de rôles, dans les rues de sa ville natale, offrant une vision inédite de cette cité chinoise, même si ces jeux rejoignent par certains aspects une tradition théâtrale et de légendes,,.
Sa création de 2006, Whose Utopia?  explore le contraste de la réalité de tous les jours des employés d'une usine de fabrication d'éclairages, située à Pearl River Delta avec leurs aspirations.
En 2007, elle met à contribution le monde virtuel de Second Life. Dans la création appelée i.Mirror,  elle suit l'évolution de son avatar dans un monde fictif et illusoire. RMB City, autre réalisation, est consacré à une cité virtuelle que l'artiste a conçu et développé, à nouveau dans Second Life,,.
En 2014, elle présente un spectacle et un film intitulés La Town à la galerie Lombard Fried, à New York. Le spectacle inclut  le film et des photographies prises durant le tournage.  Le film commence par une scène post-apocalyptique d'un restaurant McDonalds détruit et des personnages dans les décombres de voitures et de bâtiments.